# Simon Stock

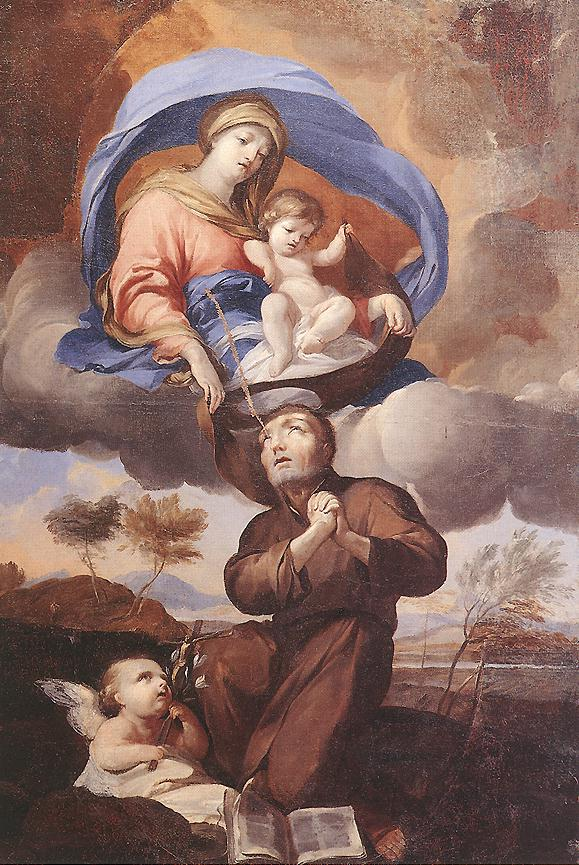
”Jungfru Maria ger skapularet åt den helige Simon Stock”
Målning av Pierre Puget (1600-tal)

Simon Stock, född cirka 1165 i Aylesford, Kent, England, död 16 maj 1265 i Bordeaux, Frankrike, var en engelsk karmelitmunk; helgon inom Romersk-katolska kyrkan med festdag 16 maj.
Enligt traditionen skall Jungfru Maria ha överräckt det bruna skapularet till Simon Stock söndagen den 16 juli 1251 (enligt vissa källor 1263). Skapular, av latinets scapulae ’axlar’, betecknade ursprungligen ett arbetsförkläde, men blev senare en symbol för ”Herrens ok”, som ordensfolk tog på sig.
Många katolska lekmän bär idag det som kallas "det bruna skapularet" en miniatyr av det skapular St. Simon Stock skall ha mottagit. Detta är ett tecken på att man tillhör den tredje orden av karmeliterna och därigenom delar vissa av ordens nådegåvor. Enligt legenden skall den saliga jungfrun ha lovat den helige Simon att: "Vem som än dör iklädd detta skapular skall inte smaka den eviga elden". För katoliker har det blivit synonymt med en devotion till den saliga jungfrun och en förhoppning om att det skall rädda dem från den eviga fördömelsen, det vill säga helvetet. Kända personer från idag som bär skapularet är bland andra Mel Gibson och före detta påven Johannes Paulus II.